# Kloster Hofen

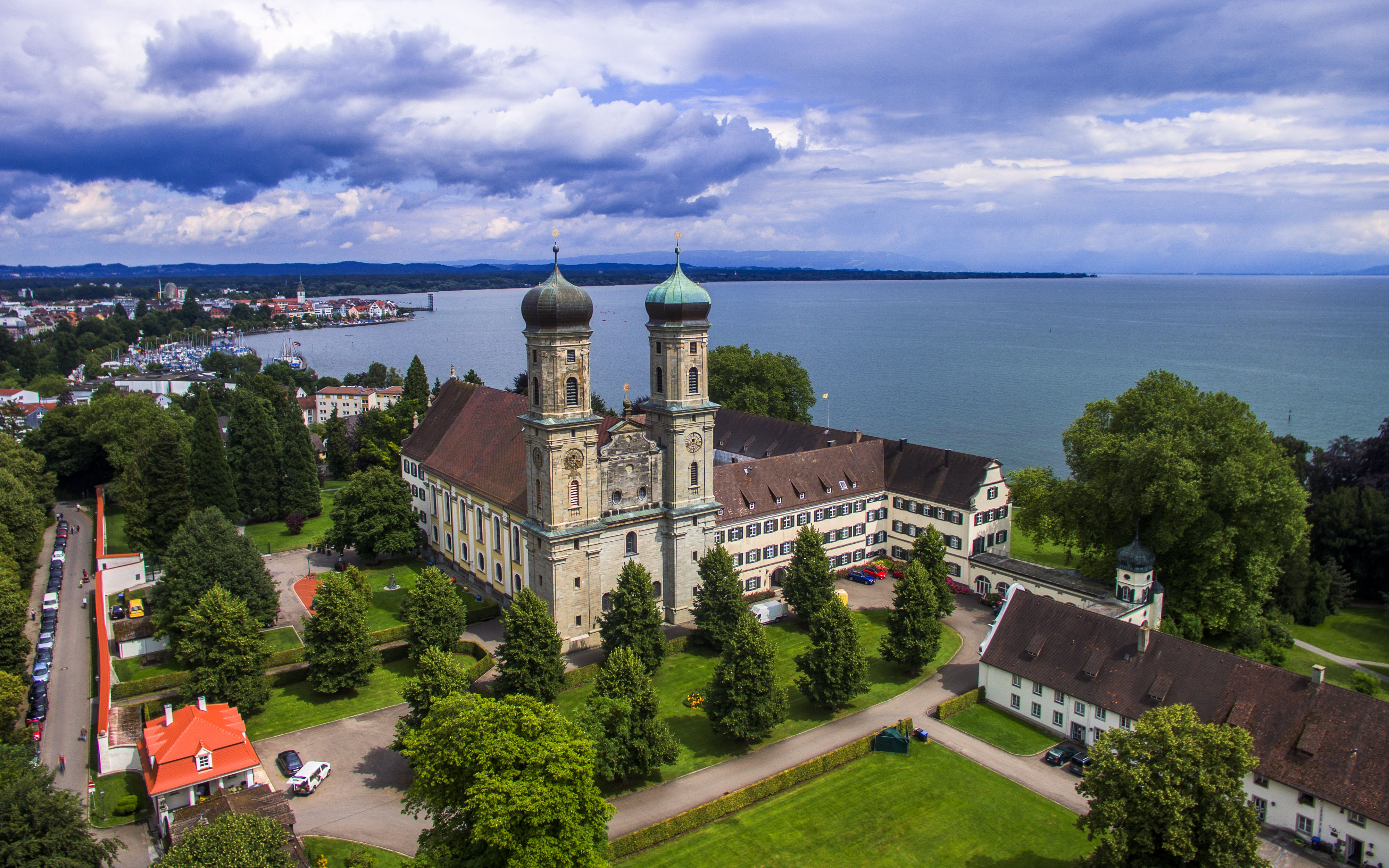
Schloss und Schlosskirche Friedrichshafen (ehemaliges Kloster mit Klosterkirche Hofen)

Das Kloster Hofen, auch bekannt als Schloss Friedrichshafen, ist ein ehemaliges Benediktinerkloster am Bodensee auf dem Gebiet der heutigen Stadt Friedrichshafen. Den Namen Schloss trägt es, da es nach der Säkularisation im 19. Jahrhundert in den Besitz des Hauses Württemberg fiel.

## Geschichte

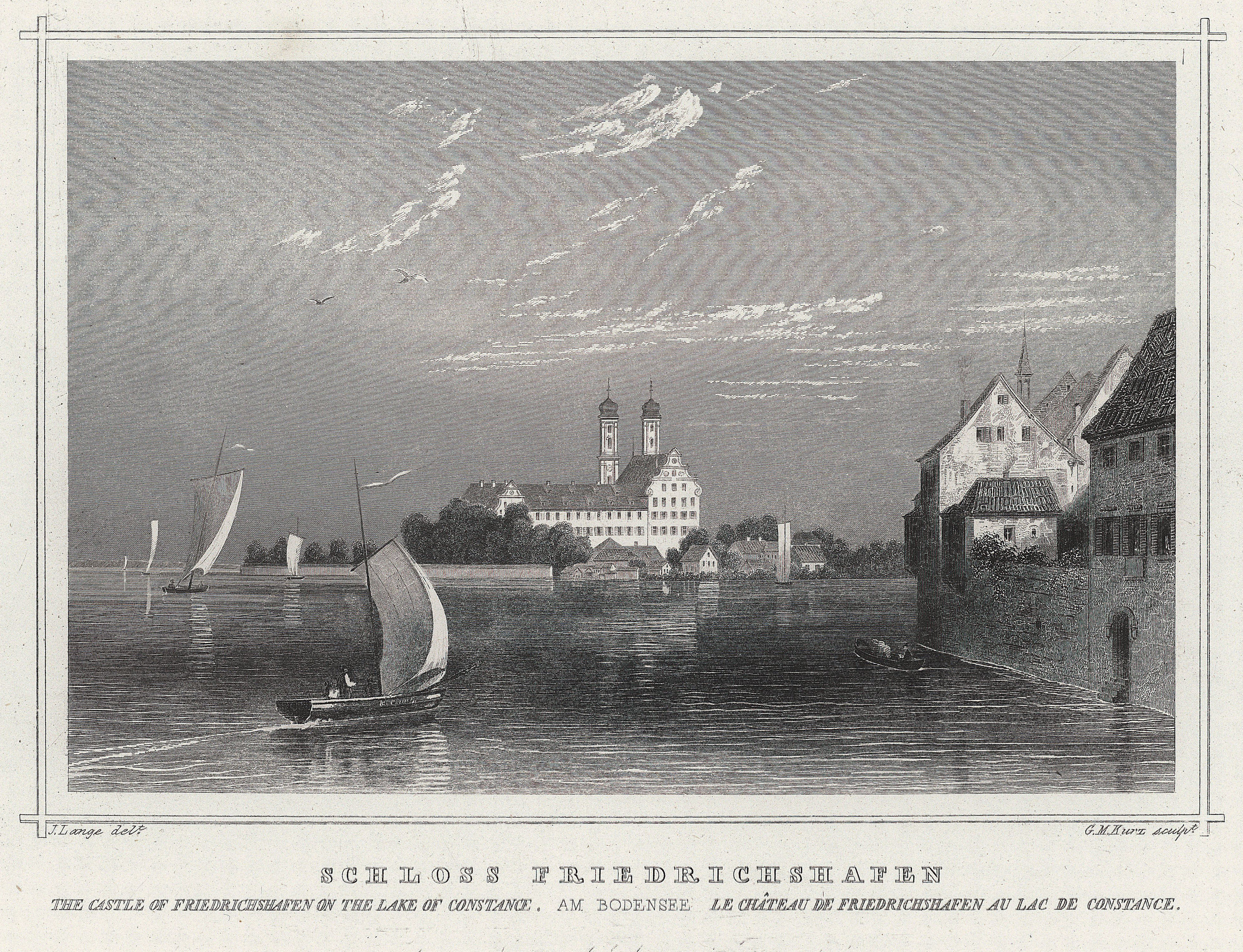
Ansicht von der Seeseite (19. Jh.)

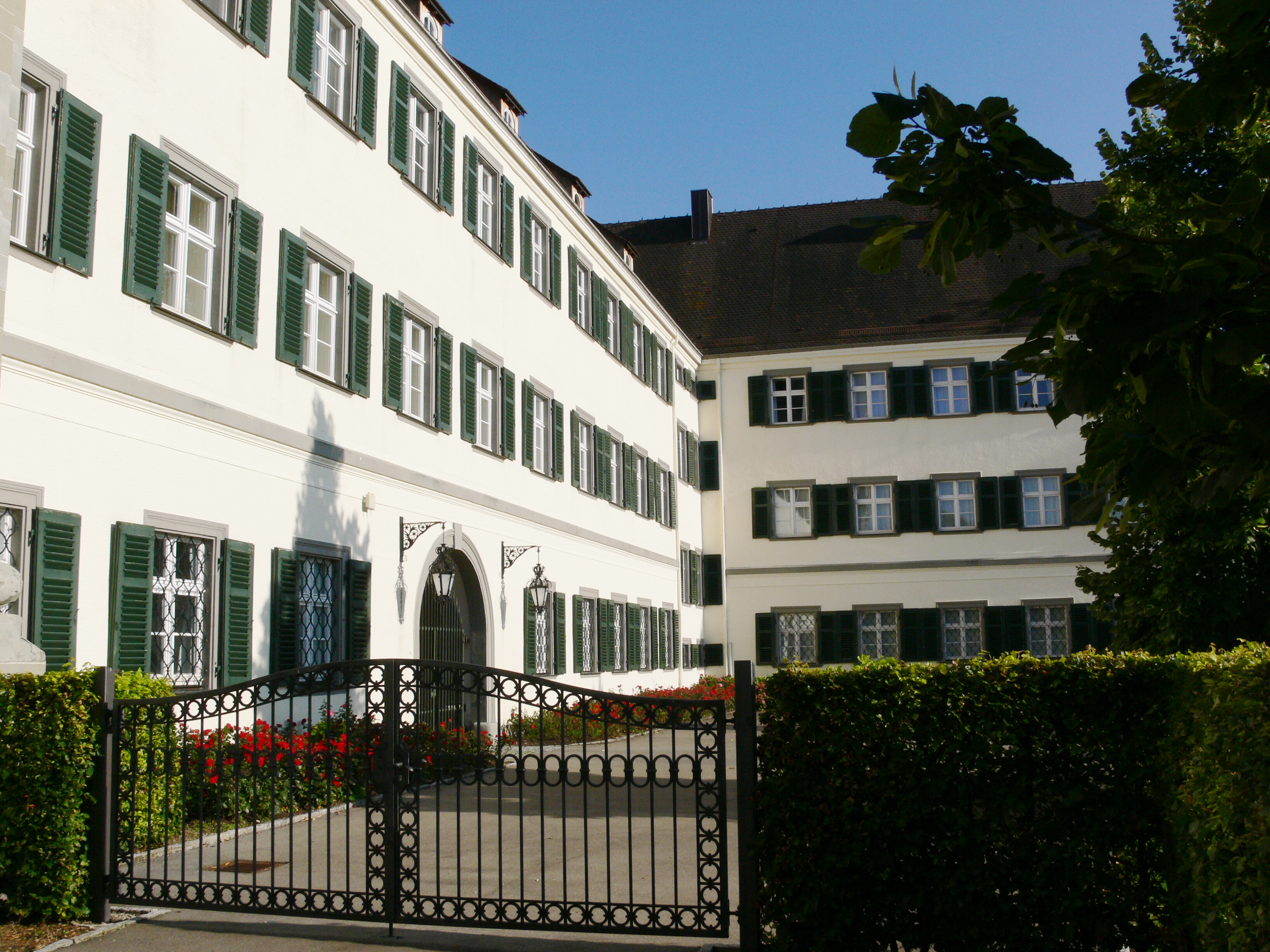
Schloss Friedrichshafen (ehemaliges Kloster Hofen)

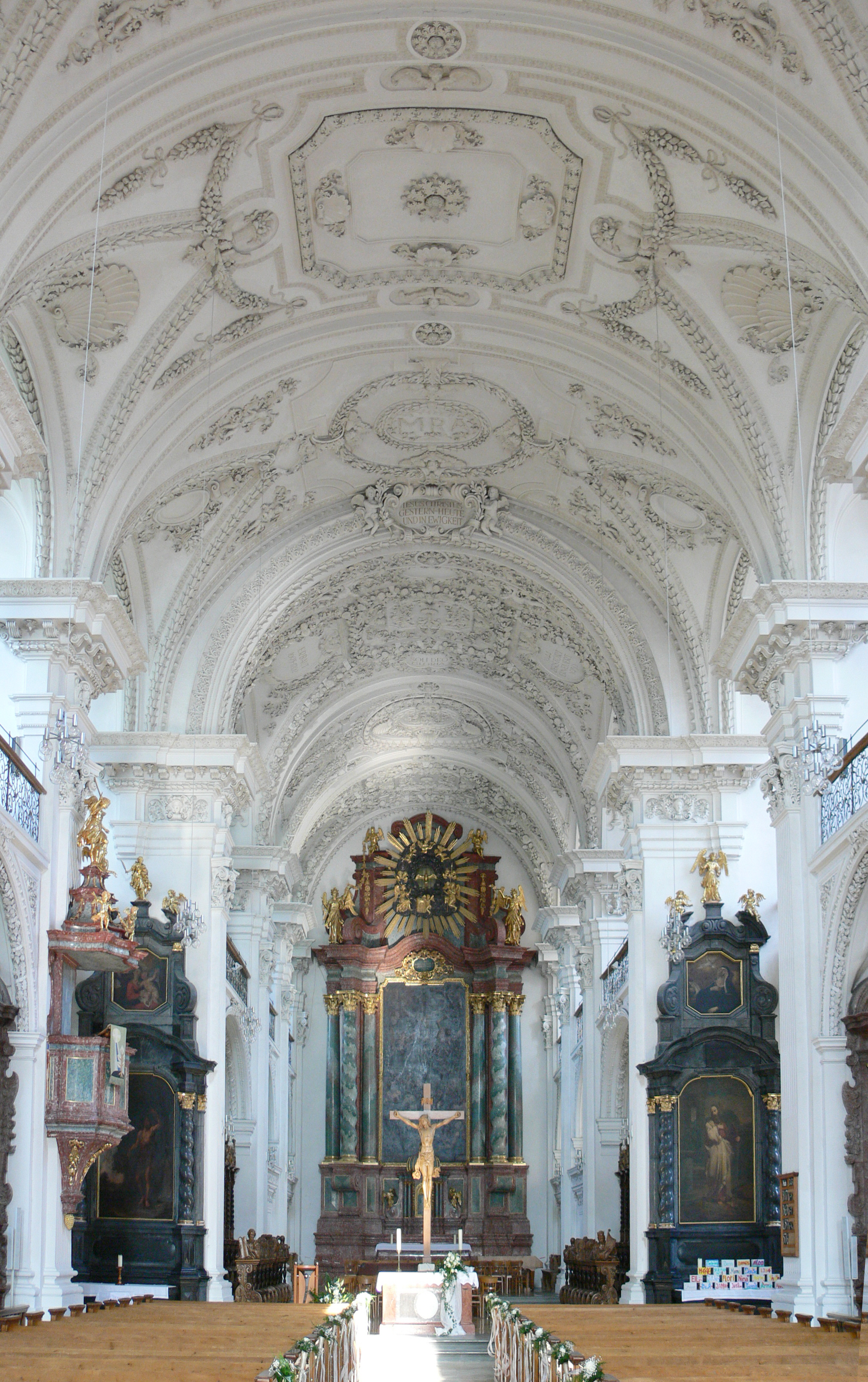
Der Innenraum der ehemaligen Klosterkirche St. Andreas und Pantaleon

### Mittelalter und Barock
Das Kloster Hofen wurde um 1085 von der Gemahlin des Grafen Otto I. von Buchhorn, Berta, als Benediktinerinnenkloster gegründet. Die benachbarte Pfarrkirche St. Andreas und Pantaleon der
Grafen von Buchhorn wurde dem Kloster unterstellt. Um 1100 übergaben es die Welfen ihrem Hauskloster, dem Kloster Weingarten, welches einen Propst zu seiner Leitung entsandte. 1215 wurde die Kirche neu erbaut. Im 13. Jahrhundert erhielt das Kloster nach dem benachbarten Weiler den Namen Kloster Hofen. Der Klosterbezirk unterstand – gemeinsam mit dem gleichnamigen Dorf – der Gerichtsbarkeit des Schenken von Schmalegg-Ittendorf.
Nachdem das Kloster im späten Mittelalter versucht hatte, selbständig zu werden, erhob der Abt von Weingarten Einspruch, klagte die Schwestern schlechter Verwaltung an und ließ das Kloster 1419 aufheben. Der Besitz des Klosters, zwei Dörfer und einige Streugüter, wurden fortan von einem Propst als Propstei verwaltet. 1524 wurde Kloster Hofen durch Überlingen an die Stadt Buchhorn verkauft, die es 1548 wiederum an das Kloster Weingarten veräußerte.
Im Lauf des Dreißigjährigen Krieges wurden die Klostergebäude im Jahr 1634 von den Schweden niedergebrannt und zerstört. Danach wurde der Klosterbetrieb wiederbelebt, 1695–1701 wurden unter Leitung von Christian Thumb ein stattlicher Konventbau und eine prächtige Kirche errichtet und mit Stuckarbeiten von Vater und Sohn Schmuzer ausgestattet, 1702 wurde hier von Weingarten ein Priorat eröffnet.

### Seit der Säkularisation
1803 wurde das Reichskloster Weingarten säkularisiert und kam an Oranien-Nassau, gemeinsam mit Kloster und Dorf Hofen. 1804 wurde es durch Österreich eingezogen und im Frieden von Pressburg durch Napoleon 1806 an Württemberg überschrieben.
Das Dorf Hofen wurde 1810/11 mit der Stadt Buchhorn zur Stadt Friedrichshafen vereinigt. Die Klosteranlage wurde der württembergischen Hofdomänenkammer zugeteilt, die Kirche der neu gegründeten evangelischen Kirchengemeinde Friedrichshafen zur Verfügung gestellt. Die Klosteranlage wurde ab 1824 zur Sommerresidenz für die Könige von Württemberg umgebaut.
Seither wird das Kloster Hofen als Schloss Friedrichshafen, die Kirche als Schlosskirche bezeichnet. Bis heute wird es durch das Haus Württemberg als Privatbesitz verwaltet. Seit 1985 findet das alljährliche Sommerfest der Stiftung Gutes mit Schönem verbinden auf dem Gelände des Schlosses statt. Auch der Sitz der Hofkammer des Hauses Württemberg befindet sich im Schloss.
Der im 19. Jahrhundert angelegte Schlosshafensteg am Ufer wurde 2011 umfassend renoviert.